# 昌光律寺
昌光律寺（しょうこうりつじ）は、愛知県岡崎市伊賀町にある浄土宗の寺院。山号は大恩山。本尊は阿弥陀如来。

## 概要
越中国井波出身で江戸の増上寺で修学した徳厳は、戒律の復興をとなえ三河を訪れた。当初貞照院にいたが、1752年（宝暦2年）に当地に隠棲した。そして1763年（宝暦13年）、伊賀八幡宮神主柴田勝興に請われ研修道場として松林院に移り、1765年（明和2年）、庵室を改築して昌光律寺を創建した。
連尺町の成田薫左衛門剛寛の孫、第7代万空は、詩文をもって月僊や菅茶山、頼山陽、岡本花亭らと交わった。とくに伊勢国山田の月僊（1741年 - 1809年）はたびたび来訪し、障屏画76面、仏涅槃図など仏画20幅、屏風1双、画帖5帖を残した。
明治大正期の昌光律寺の僧、伊藤徹門は「福は和を求め、和は福を求む」という言葉を提唱した。この言葉にちなんでつくられた「福和もち」はかつて岡崎市で銘菓としてもてはやされた。

## 文化財
以下の物件が文化財に指定されている。
| 指定名称     | 指定別       | 種別   | 指定年月日                |
| ------------ | ------------ | ------ | ------------------------- |
| 鉦鼓用引架   | 重要文化財   | 工芸品 | 1962年（昭和37年）6月21日 |
| 僧月僊作品群 | 県指定文化財 | 絵画   | 1955年（昭和30年）6月6日  |

## ギャラリー
- 昌光律寺山門
- 墓地へ通ずる山門
- 昌光律寺が所有する裏山は岡崎市から「ふるさとの森」に指定されている[5]。
- 昌光律寺の僧、伊藤徹門[2]の言葉にちなんでつくられた「福和もち」。かつて銘菓としてもてはやされた。写真は近所の和菓子屋で作られたもの。

## 交通手段
- 名鉄バス・大樹寺方面「八幡社前」バス停下車、バス停のすぐ横にある。